# Кукейносское княжество
Кукейносское княжество (лат. Terra Kukonois, нем. Fürstentum Kokenhusen) — удельное западнорусское княжество с центром в городе Кукейнос (Кукенойс, Куконос; ныне Кокнесе в Латвии), существовавшее в конце XII — начале XIII века.

## История
Основной источник об истории княжества — «Хроника Ливонии» Генриха Латвийского. Согласно ей, в начале XIII века в Кукейносе княжил Вячко, вассал полоцкого князя, возглавлявший сопротивление Ливонскому ордену. Точные границы княжества, а также время его основания неизвестны.
Столица княжества располагалась на мысу у впадения реки Кокны в Западную Двину, откуда и происходит название «Куконос». Другое толкование берёт за основу латышское «место свозки дров, дерева».
Единственным известным правителем Кукейноса был князь Вячко (лат. Vetseke, ум. 1224), точное происхождение которого остаётся дискуссионным.
В 1205 году Вячко заключил мир с тевтонами, отдав епископу Альберту половину своего княжества в обмен на обещание защиты от литвы.
Генрих в своей хронике пишет, что князь «причинял много неприятностей людям Даниила из Леневардена», вассала Рижского епископа. Даниил в 1208 году с войском ночью напал на замок Кукейнос, «найдя людей спящими, а стражу на валу мало бдительной». Русских как христиан «не решились убивать, но, угрозив им мечами, одних обратили в бегство, других взяли в плен», в том числе и самого князя Вячко (латгалы называли его «Ветсека», или «старший»).
Однако, узнав о нападении Даниила, епископ Альберт «был очень огорчён» и приказал освободить Вячко и вернуть ему всё имущество. Затем пригласил князя к себе, с почётом принял, «подарил ему коней и много пар драгоценной одежды» во время праздника Пасхи (6 апреля 1208 года). Помня об обещании помочь в борьбе против литвы, епископ также послал с князем двадцать рыцарей и балистариев, знакомых с мастерством каменотёсов, чтобы укрепить замок, оплатив их работу из своей казны. Сам епископ готовился отплыть в Тевтонию, чтобы вербовать новых рыцарей в ливонскую миссию.
Зная об этих планах, князь Вячко перебил 17 из посланных с ним рыцарей и обратился к полоцкому князю Владимиру с предложением взять Ригу, ибо там осталось «мало народу, причём лучшие убиты им, а прочие ушли с епископом».
Владимир собирает войско, однако и сбежавшие из Кукейноса трое подданных Альберта доносят ему весть о случившемся. В ответ епископ просит рыцарей, собиравшихся отплыть в Тевтонию, остаться под знаменем крестоносцев, и подтверждает «полное отпущение и тех грехов, что ранее были забыты». Таким образом он собирает триста человек и ещё «много нанятых за плату людей».
Услышав о том, что тевтоны собрались в Риге, Вячко собрал имущество и дружину, поджёг свой замок и ушёл «в Руссию», чтобы никогда больше возвращаться. Таким образом, территория княжества вошла в состав владений епископов Риги.
Сам князь упоминается далее в Новгородской 1-й летописи (Полное собрание русских летописей, III, стр. 39), где под 6732 годом (1224) сказано: «Того же лѣта убиша князя Вячка Нѣмци въ Гюргевѣ (Юрьеве), а городъ взяша».
В дальнейшем так называемую «русскую» половину княжества получила дочь князя София, которая вышла замуж за Дитриха фон Кокенсгаузена. Епископская половина стала ленной долей Унгернов и Ливенов: родоначальник Унгернов, Иоганн фон Штернберг, был женат на дочери Каупо.

## Культура
Ученые признали, что в вещевом инвентаре и домостроительстве Кокнесе больше, чем где-либо в Латвии, проявилось влияние древнерусской культуры. К изделиям из Руси относятся найденные при раскопках стеклянные бусы, браслеты, перстни и др. Найдена свинцовая печать св. Георгия и Софии с греческой надписью. Преобладает гончарная керамика древнерусского облика (98 %).